# Wieselburg-Land
Wieselburg-Land – gmina w Austrii, w kraju związkowym Dolna Austria, w powiecie Scheibbs. Według Austriackiego Urzędu Statystycznego liczyła 3275 mieszkańców (1 stycznia 2014).